# Bursera angustata
Bursera angustata là một loài thực vật có hoa trong họ Burseraceae. Loài này được Griseb. mô tả khoa học đầu tiên năm 1866.